# Simon Molitor
Simon Molitor, né le 3 novembre 1766 à Neckarsulm et mort le 21 février 1848 à Vienne, est un compositeur allemand de la période classique, un musicologue, un guitariste et un fonctionnaire.

## Biographie
Simon Molitor naît le 3 novembre 1766 à Neckarsulm.
Il étudie le violon et la guitare auprès de son père et poursuit sa formation à Vienne avec l'abbé Vogler. Entre 1796 et 1797, il est directeur d'orchestre à Venise. Après avoir travaillé comme fonctionnaire à Vienne, il prend sa retraite en 1831 et se consacre à la musique.
Simon Molitor meurt le 21 février 1848 à Vienne.